# Nactus
Nactus és un gènere de sauròpsids (rèptils) escatosos de la família dels gecònids. Els membres d'aquest gènere es troben en totes les terres que circumden l'oceà Índic (Austràlia, Malàisia, Moluques, Illes Mascarenyes, etc.). Fou descrit per Arnold G. Kluge (1983)

## Taxonomia
Segons The Reptile Database:
- Nactus acutus Kraus, 2005
- Nactus cheverti (Macleay, 1877)
- Nactus coindemirensis Bullock, Arnold i Bloxam, 1985
- Nactus eboracensis (Macleay, 1877)
- Nactus galgajuga Ingram, 1978
- Nactus kunan[3] Fisher & Zug, 2012
- Nactus multicarinatus (Günther, 1872)
- Nactus pelagicus Duméril, 1851
- Nactus serpensinsula (Loveridge, 1951)
- Nactus soniae Arnold & Bour, 2008
- Nactus sphaerodactylodes Kraus, 2005
- Nactus vankampeni (Brongersma, 1933)